# Hunting
Hunting – miejscowość i gmina we Francji, w regionie Grand Est, w departamencie Mozela.
Według danych na rok 1990 gminę zamieszkiwało 580 osób, a gęstość zaludnienia wynosiła 153 osoby/km² (wśród 2335 gmin Lotaryngii Hunting plasuje się na 544. miejscu pod względem liczby ludności, natomiast pod względem powierzchni na miejscu 1112.).